# Гімнастика на Літній універсіаді 2013
Змагання зі гімнастики на XXVII Всесвітній літній Універсіаді пройшли з 7 по 10 липня 2013 року у Казані, Росія.

## Медалі

### Загальний медальний залік
| Місце  | Країна               | Золото | Срібло | Бронза | Загалом |
| ------ | -------------------- | ------ | ------ | ------ | ------- |
| 1      | Росія (RUS)          | 18     | 8      | 3      | 29      |
| 2      | Японія (JPN)         | 1      | 4      | 3      | 8       |
| 3      | Південна Корея (KOR) | 1      | 1      | 0      | 2       |
| 4      | Бразилія (BRA)       | 1      | 0      | 0      | 1       |
| 4      | Китай (CHN)          | 1      | 0      | 0      | 1       |
| 4      | Північна Корея (PRK) | 1      | 0      | 0      | 1       |
| 7      | Україна (UKR)        | 0      | 4      | 11     | 15      |
| 8      | Німеччина (GER)      | 0      | 2      | 3      | 5       |
| 9      | Мексика (MEX)        | 0      | 2      | 0      | 2       |
| 10     | Канада (CAN)         | 0      | 1      | 1      | 2       |
| 11     | Білорусь (BLR)       | 0      | 1      | 0      | 1       |
| 12     | Болгарія (BUL)       | 0      | 0      | 1      | 1       |
| Всього | Всього               | 23     | 23     | 22     | 68      |

### Спортивна гімнастика

#### Чоловіки
| Дисципліна         | Золото                                                                                           | Срібло                                                                                       | Бронза                                                                                      |
| ------------------ | ------------------------------------------------------------------------------------------------ | -------------------------------------------------------------------------------------------- | ------------------------------------------------------------------------------------------- |
| Командна першість  | Росія (RUS) · Денис Аблязін · Давид Белявський · Емін Гаріб · Микита Ігнатьєв · Микола Куксенков | Україна (UKR) · Петро Пахнюк · Максим Семянків · Олег Верняєв · Олег Степко · Ігор Радівілов | Японія (JPN) · Хірокі Ішікава · Риохей Като · Шого Нономура · Юсуке Танака · Чіхіро Йошиока |
| Абсолютна першість | Микола Куксенков · Росія (RUS)                                                                   | Фабіан Гамбюхен · Німеччина (GER)                                                            | Давид Белявський · Росія (RUS)                                                              |
| Абсолютна першість | Микола Куксенков · Росія (RUS)                                                                   | Фабіан Гамбюхен · Німеччина (GER)                                                            | Олег Верняєв · Україна (UKR)                                                                |
|                    |                                                                                                  |                                                                                              |                                                                                             |
| Вільні вправи      | Риохей Като · Японія (JPN)                                                                       | Фабіан Гамбюхен · Німеччина (GER)                                                            | Давид Белявський · Росія (RUS)                                                              |
| Кінь               | Микола Куксенков · Росія (RUS)                                                                   | Даніель Корраль Баррон · Мексика (MEX)                                                       | Олег Степко · Україна (UKR)                                                                 |
| Кільця             | Артур Набаррете Дзанетті · Бразилія (BRA)                                                        | Денис Аблязін · Росія (RUS)                                                                  | Ігор Радівілов · Україна (UKR)                                                              |
| Опорний стрибок    | Ян Хак Сеон · Південна Корея (KOR)                                                               | Денис Аблязін · Росія (RUS)                                                                  | Ігор Радівілов · Україна (UKR)                                                              |
| Паралельні бруси   | Емін Гарібов · Росія (RUS)                                                                       | Давид Белявський · Росія (RUS)                                                               | Олег Верняєв · Україна (UKR)                                                                |
| Перекладина        | Емін Гарібов · Росія (RUS)                                                                       | Юсуке Танака · Японія (JPN)                                                                  | Риохей Като · Японія (JPN)                                                                  |

#### Жінки
| Командна першість  | Росія (RUS) · Ксенія Афанасьєва · Ганна Дементьєва · Алія Мустафіна · Тетяна Набієва · Марія Пасіка | Японія (JPN) · Ю Мінобе · Мідзухо Нагаї · Сакура Нода · Аріса Томінага · Сідзука Тодзава | Німеччина (GER) · Кім Буй · Ліза Гілл · Піа Толле · Аннабель Гельцер |  |  |  |
| Абсолютна першість | Алія Мустафіна · Росія (RUS)                                                                        | Ксенія Афанасьєва · Росія (RUS)                                                          | Кім Буй · Німеччина (GER)                                            |  |  |  |
|                    | |                                                                                          |                                                                      |  |  |  |
| Опорний стрибок    | Хон Унчон · Північна Корея (PRK)                                                                    | Не присуджувалась                                                                        | Марія Пасєка · Росія (RUS)                                           |  |  |  |
| Опорний стрибок    | Ксенія Афанасьєва · Росія (RUS)                                                                     | Не присуджувалась                                                                        | Марія Пасєка · Росія (RUS)                                           |  |  |  |
| Різновисокі бруси  | Алія Мустафіна · Росія (RUS)                                                                        | Тетяна Набієва · Росія (RUS)                                                             | Ліза Катаріна Гілл · Німеччина (GER)                                 |  |  |  |
| Колода             | Чжан Еліньцзи · Китай (CHN)                                                                         | Алія Мустафіна · Росія (RUS)                                                             | Елізабет Блек · Канада (CAN)                                         |  |  |  |
| Вільні вправи      | Ксенія Афанасьєва · Росія (RUS)                                                                     | Елізабет Блек · Канада (CAN)                                                             | Не присуджувалась                                                    |  |  |  |
| Вільні вправи      | Ксенія Афанасьєва · Росія (RUS)                                                                     | Ельза Гарсія · Мексика (MEX)                                                             | Не присуджувалась                                                    |  |  |  |

### Художня гімнастика

#### Індивідуальні змагання
| Індивідуальне багатоборство | Маргарита Мамун · Росія (RUS)      | Олександра Меркулова · Росія (RUS)  | Ганна Різатдінова · Україна (UKR) |  |  |  |
|                             |                                    |                                     |                                   |  |  |  |
| Обруч                       | Маргарита Мамун · Росія (RUS)      | Мелітіна Станоута · Білорусь (BLR)  | Аліна Максименко · Україна (UKR)  |  |  |  |
| Обруч                       | Маргарита Мамун · Росія (RUS)      | Мелітіна Станоута · Білорусь (BLR)  | Ганна Різатдінова · Україна (UKR) |  |  |  |
| М'яч                        | Олександра Меркулова · Росія (RUS) | Сон Йон Джае · Південна Корея (KOR) | Ганна Різатдінова · Україна (UKR) |  |  |  |
| Булави                      | Маргарита Мамун · Росія (RUS)      | Аліна Максименко · Україна (UKR)    | Не вручалась                      |  |  |  |
| Булави                      | Маргарита Мамун · Росія (RUS)      | Ганна Різатдінова · Україна (UKR)   | Не вручалась                      |  |  |  |
| Стрічки                     | Маргарита Мамун · Росія (RUS)      | Олександра Меркулова · Росія (RUS)  | Сильва Мітева · Болгарія (BUL)    |  |  |  |

#### Групові змагання
| Групове багатоборство              | Росія (RUS) · Анастасія Близнюк · Ксенія Дудкіна · Ольга Іліна · Анастасія Максимова · Анастасія Назаренко · Олена Ромаченко | Україна (UKR) · Олена Дмитраш · Євгенія Гомон · Олександра Грідасова · Валерія Гудим · Вікторія Мазур · Світлана Прокопова | Японія (JPN) · Юкарі Хатано · Еріка Коґа · Наомі Кумазава · Ріна Міура · Аяно Сато · Аюмі Юса                              |  |  |  |
|                                    | | | |  |  |  |
| Групові вправи 10 булав            | Росія (RUS) · Анастасія Близнюк · Ксенія Дудкіна · Ольга Іліна · Анастасія Максимова · Анастасія Назаренко · Олена Ромаченко | Японія (JPN) · Юкарі Хатано · Еріка Коґа · Наомі Кумазава · Ріна Міура · Аяно Сато · Аюмі Юса                              | Україна (UKR) · Олена Дмитраш · Євгенія Гомон · Олександра Грідасова · Валерія Гудим · Вікторія Мазур · Світлана Прокопова |  |  |  |
| Групові вправи 3 м'ячі і 2 стрічки | Росія (RUS) · Анастасія Близнюк · Ксенія Дудкіна · Ольга Іліна · Анастасія Максимова · Анастасія Назаренко · Олена Ромаченко | Японія (JPN) · Юкарі Хатано · Еріка Коґа · Наомі Кумазава · Ріна Міура · Аяно Сато · Аюмі Юса                              | Україна (UKR) · Олена Дмитраш · Євгенія Гомон · Олександра Грідасова · Валерія Гудим · Вікторія Мазур · Світлана Прокопова |  |  |  |